# Austerlitz (Nederland)
Austerlitz is een plaats in de Nederlandse provincie Utrecht, gemeente Zeist.
De geschiedenis van Austerlitz gaat terug tot 1804, toen Auguste de Marmont, generaal van Napoleon Bonaparte, de helft van zijn troepen hier liet samenkomen, zo'n 18.000 manschappen, in wat toen het Kamp van Utrecht genoemd werd. Een aantal handelaren streek bij het legerkamp neer om met de soldaten handel te drijven. Het leger van De Marmont werd later weggeroepen naar oorlogen elders, maar de handelaren bleven, hun nederzetting was het begin van het dorp Austerlitz.
Austerlitz is vooral bekend door de Pyramide, een bouwwerk dat in opdracht van De Marmont werd gebouwd door zijn soldaten. Deze staat echter op Woudenbergs grondgebied.
Nadat Napoleon op 2 december 1805 de zogenaamde Driekeizersslag bij Austerlitz (het huidige Slavkov u Brna) in Moravië had gewonnen, besloot zijn broer Lodewijk Napoleon Bonaparte, (die een jaar later Koning van Holland zou worden), de nederzetting en de pyramide de naam Austerlitz te geven.
Hoewel Lodewijk Bonaparte er in 1806 een stad van wilde maken onder meer door het stadsrechten te verlenen, is het niet van gekomen, het plaatsje werd per 1 januari 1812 onder Napoleon ingelijfd bij Zeist.

## Cultuur
Het Beauforthuis is klein theater in een voormalig kerkgebouw. Het is ook een horecagelegenheid. 

## Sport
SV Austerlitz is de sportvereniging van Austerlitz. Beoefende sporten en spelen zijn voetbal, tennis, padel, klaverjassen en darts.

## Afbeeldingen

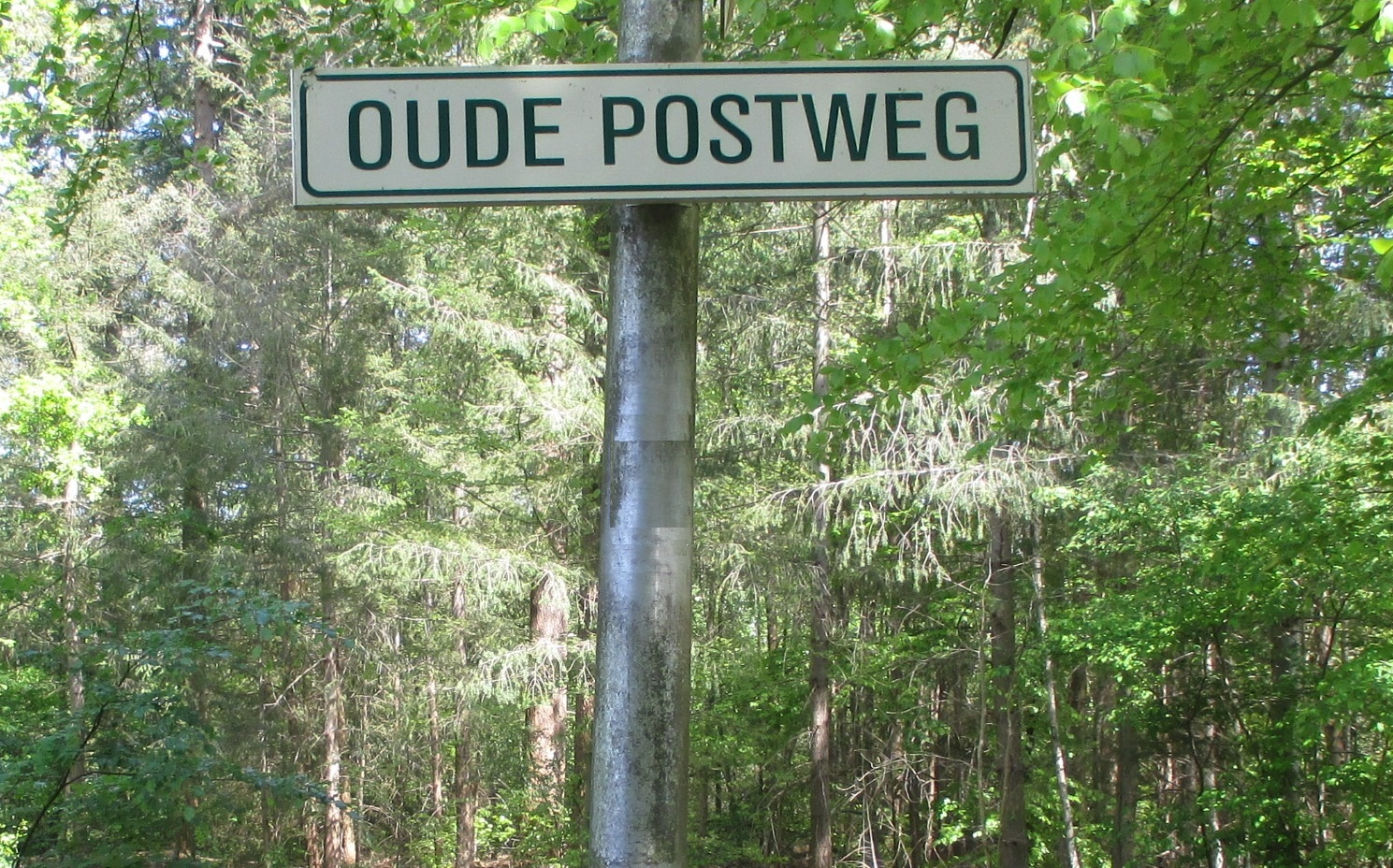
Straatnaambord
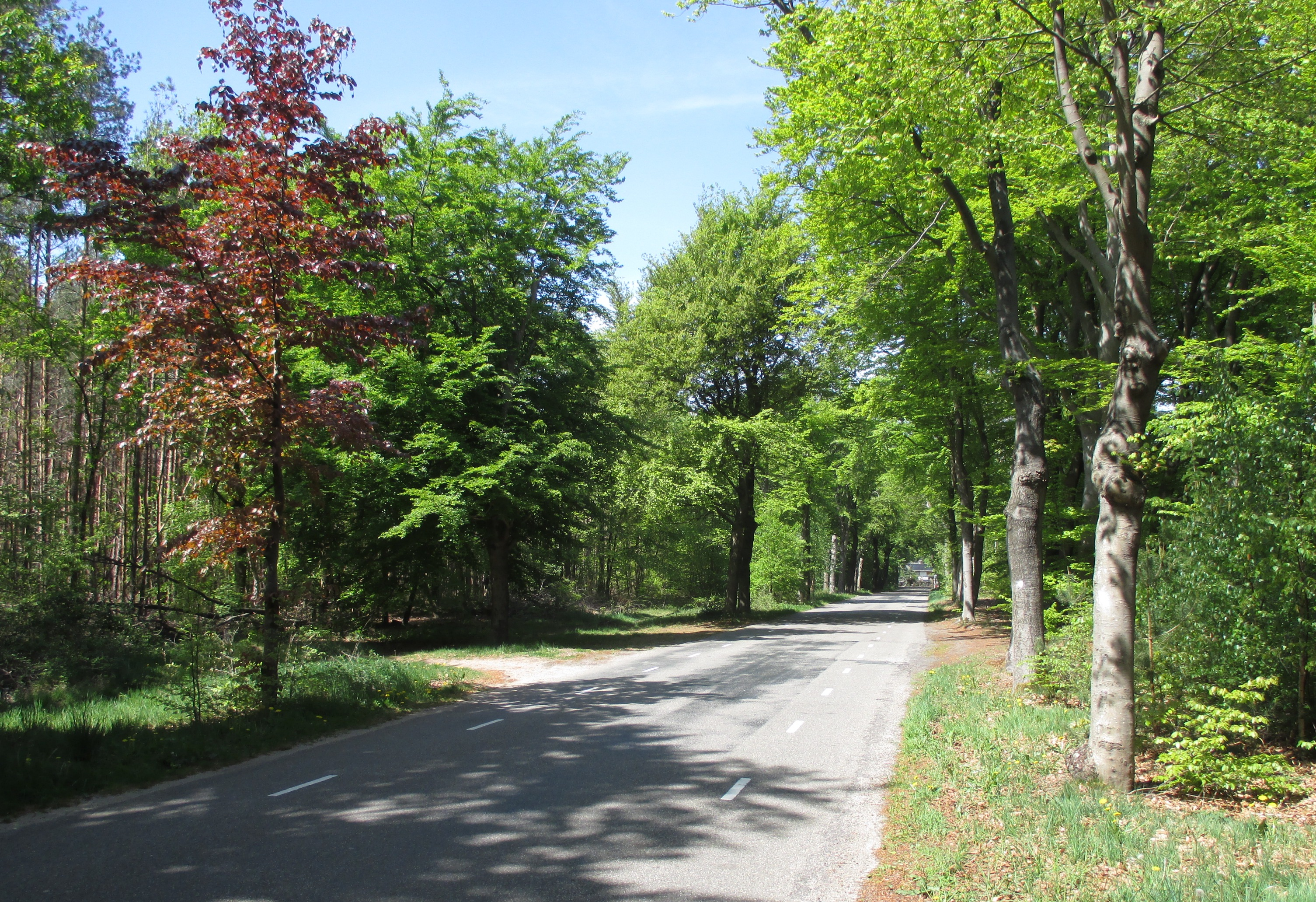
Oude postweg richting Austerlitz
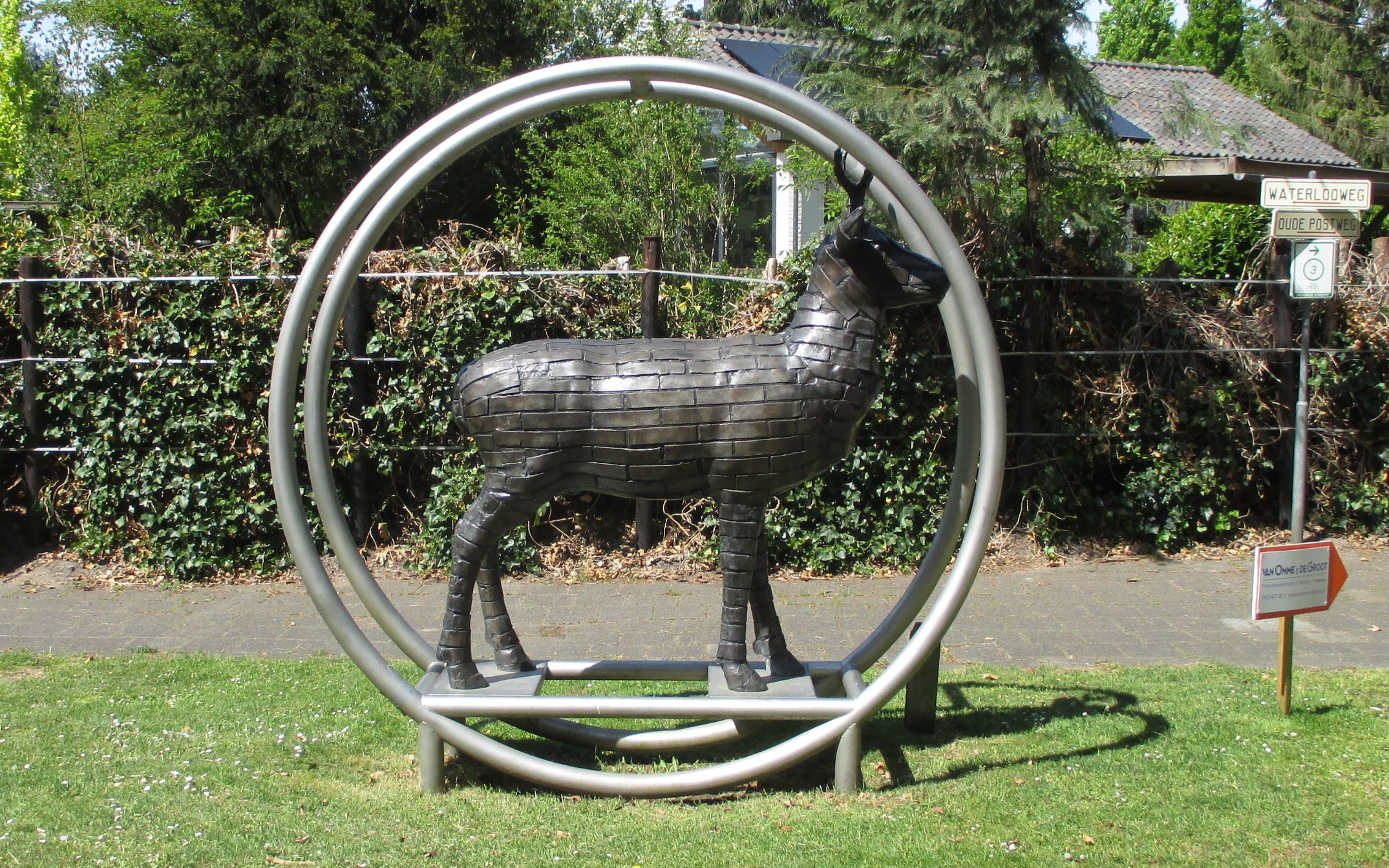
Beeld bij ingang dorp
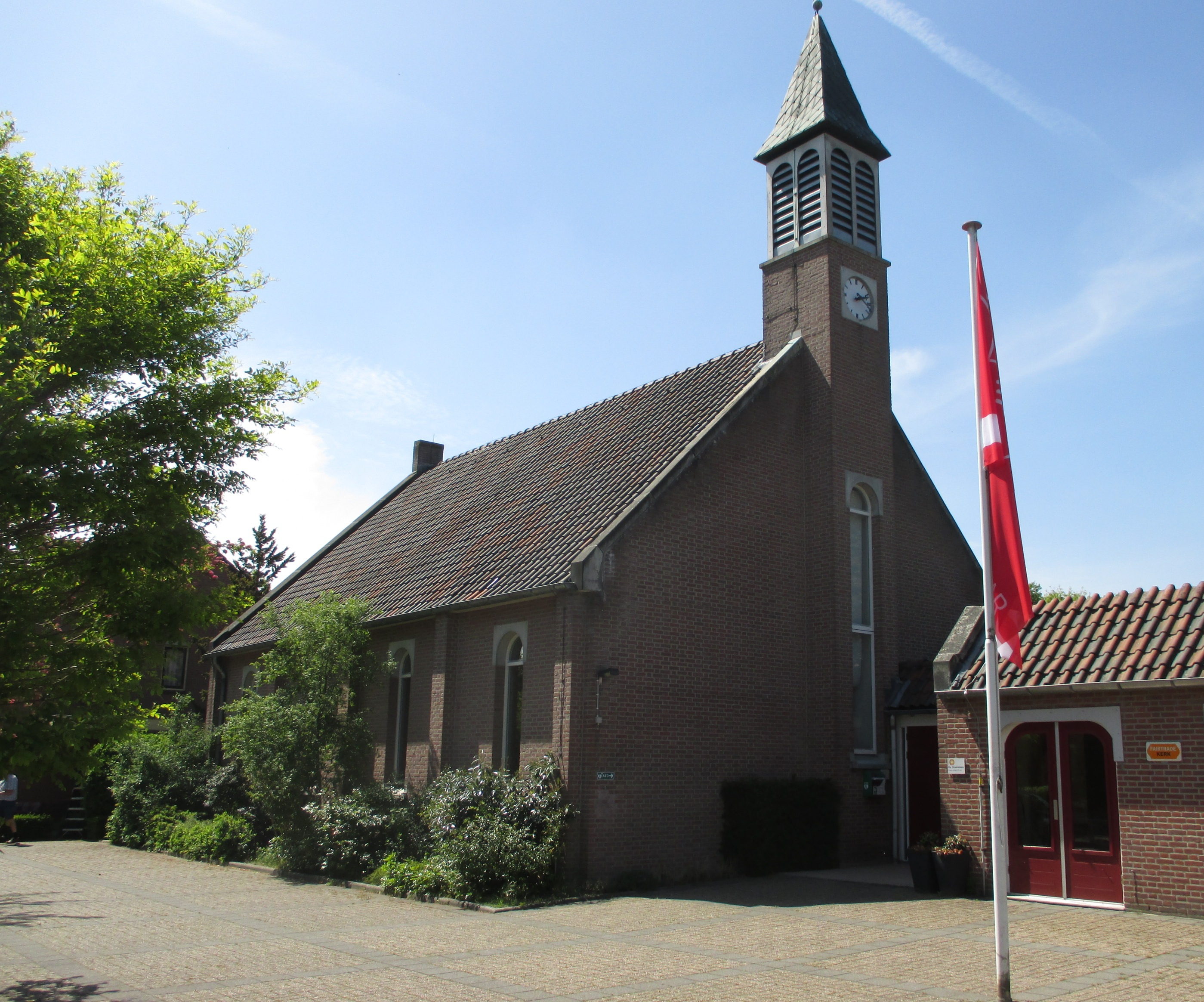
Protestantse kerk Austerlitz
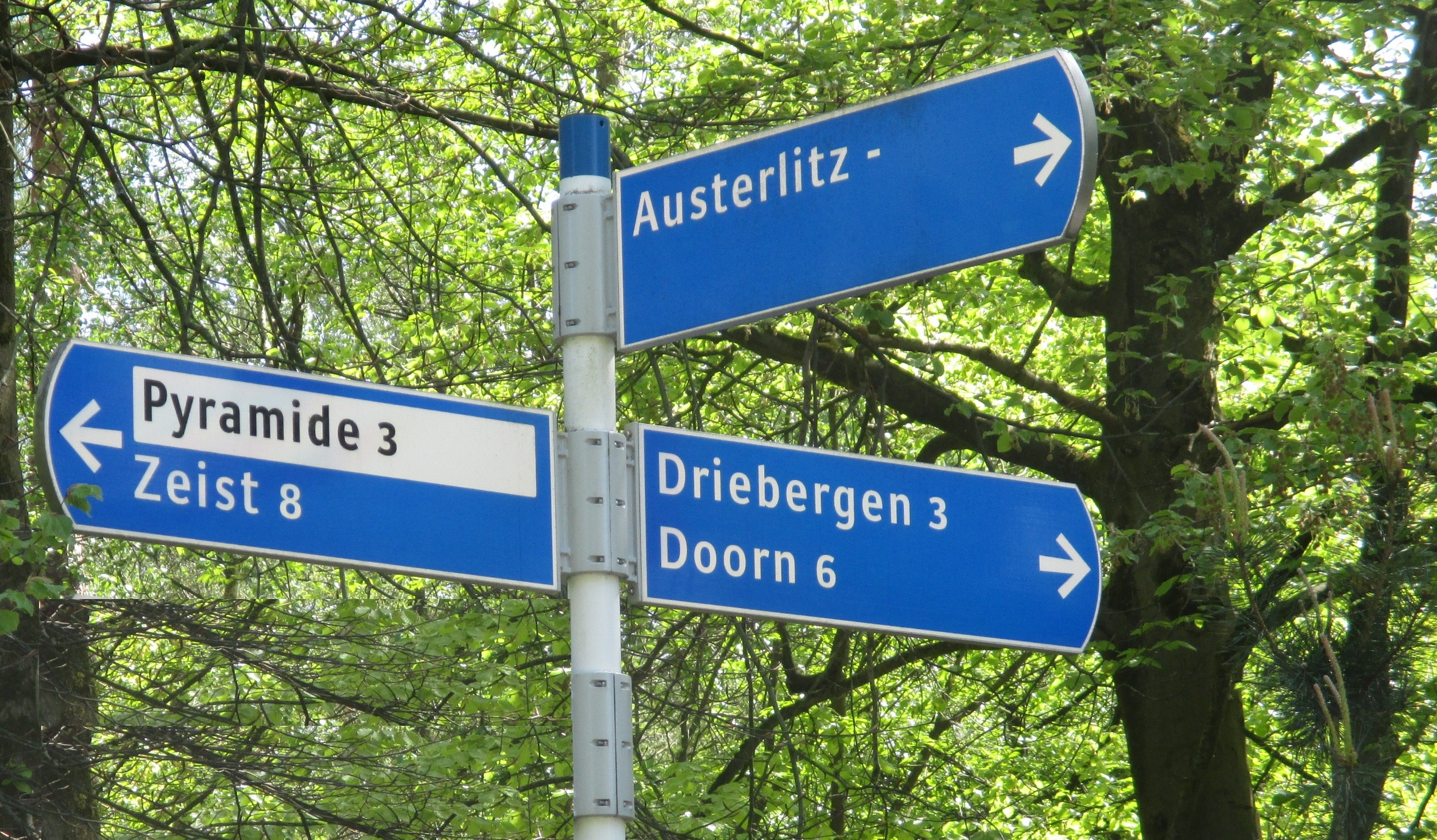
Wegwijzer